# Jesús Guzmán Delgado
Jesús Guzmán Delgado (Huéneja, Granada, 30 de mayo de 1957) es un ex ciclista profesional español. Fue profesional desde 1980 hasta 1986.
Después de su retirada como ciclista profesional se convirtió en director deportivo de equipos como el Artiach.

## Palmarés
1981
- 1 etapa de la Vuelta a las Tres Provincias

1982
- Memorial Manuel Galera

1983
- Memorial Manuel Galera

1984
- Circuito de Guecho

## Equipos
- Kelme (1980-1983)
- Dormilón (1984-1986)